# 温泉湖
温泉湖（藏語：ཆུ་ཚན་མཚོ，威利转写：chu tshan mtsho，THL：Chutsen Tso），位于中国西藏自治区阿里地区改则县境内，因湖南部有一处温泉水入湖而得名，地处改则县北部。湖面海拔4919米，面积13.4平方公里。湖区气候干寒，年均气温-6～-4℃，年降水量100毫米左右。湖水主要靠温泉水补给，无地表径流入湖，集水区面积1169.6平方公里。湖水从南部出流汇入东南部的万泉湖。